# 安妮·史密斯
安妮·史密斯（英語：Anne Smith，1959年7月1日—），美国女子网球运动员。她曾获得澳大利亚网球公开赛女子双打冠军、法国网球公开赛女子双打冠军、混合双打冠军、温布尔登网球锦标赛女子双打冠军、混合双打冠军、美国网球公开赛女子双打冠军、混合双打冠军。